# Tano
Tano – rzeka na Nizinie Akan w Ghanie, płynie około 400 km ze źródeł niedaleko Techiman do Aby Lagoon w Wybrzeżu Kości Słoniowej, gdzie wpada do Zatoki Gwinejskiej (Ocean Atlantycki).
W dolnym biegu tworzy granicę państwową między Ghaną i Wybrzeżem Kości Słoniowej; jest żeglowna od ujścia na odcinku około 95 km do Tanoso, gdzie dalsza podróż jest zablokowana przez wodospad Sutre.